# Trang viên ở Prievoz
Trang viên ở Prievoz (tiếng Slovakia: Kaštieľ v Prievoze) (hay còn gọi là Trang viên Čáki, Trang viên Csáky) là một trang viên tọa lạc tại quận Ružinov, thành phố Bratislava, hạt Bratislava II, vùng Bratislava, Slovakia. Một phần của Trang viên là Nhà nguyện Thánh tâm Chúa Giêsu, hiện nay được sử dụng làm một nhà thờ giáo xứ - Nhà thờ St. Vincent ở Ružinov. Vào ngày 19 tháng 10 năm 1989, Trang viên được ghi danh vào Danh sách Di tích Trung ương.

## Lịch sử
Trang viên được Bá tước Eugen Čáki xây dựng để làm nơi cư trú mùa hè, thời gian xây dựng có lẽ vào năm 1902. Năm 1933, Trang viên được các nữ tu của Dòng Nữ tử Thánh Phanxicô Assisi mua lại và thành lập một tu viện trong Trang viên. Trang viên được quốc hữu hóa vào năm 1954. Hai năm sau, Trang viên được xây dựng lại thành một viện dưỡng lão.
Sau khi chủ nghĩa cộng sản sụp đổ, Trang viên và khu vực liền kề được trả lại cho Dòng Nữ tử Thánh Phanxicô Assisi. Trong những năm 2003 - 2006, Văn phòng Di tích Khu vực ở Bratislava và kiến trúc sư Eduard Šutek đã hợp tác cùng Dòng tu tiến hành tái thiết Trang viên. Năm 2005, Trang viên giành được giải nhất ở hạng mục Mái nhà dốc ở Slovakia và hạng 2 ở hạng mục Công trình thủ công; một năm sau, tiếp tục giành được giải thưởng Tượng đài văn hóa của năm.